# Газебо
Газебо – мали слободностојећи парковски и вртни објекат, врста павиљона или надстрешнице. Газебо је отворен са једне, или са свих страна осмоугаоне, четвороугаоне или кружне основе са куполом. Обезбеђује хладовину, заштиту од атмосферилија и место за одмор и разговор (рус. беседка) остварујући украсне функције у пејзажу представљајући често и видиковац. 
Већи газебо у јавним парковима може да послужи као место за променадни оркестар.

## Галерија
- Надстрешница у облику пагоде, Вандусенова ботаничка башта у Ванкуверу.
- Надстрешница од дрвета Вандусенова ботаничка башта у Ванкуверу,
- Бабин зуб врх и надстрешница
- Нишка бања Надстрешница
- Надстрешница у туристичком комплексу Грза.
- Надстрешнице за одмор у Сијаринској бањи
- Надстрешница у Сијаринској бањи изнад извора минералне воде
- Надстрешница, етно, аутобуско стајалиште , Грза.